# لرتی دی سوزا سانتوس
لرتی دی سوزا سانتوس (انگلیسی: Laerte de Souza Santos؛ زادهٔ ۲ سپتامبر ۱۹۵۸) فرمانده نظامی و سیاست‌مدار اهل برزیل است، که هم‌اکنون به‌عنوان رئیس ستاد مشترک نیروهای مسلح برزیل فعالیت می‌کند.